# Lagarfljótsormurinn
Lagarfljótsormurinn is een mythisch wezen, het is een slangachtig monster dat volgens oude volksverhalen in het diepe water van het IJslandse meer Lagarfljót, ook Lögurinn genaamd, zou leven.
De verhalen, die vastgelegd zijn vanaf 1345, zijn vergelijkbaar met die over het Schotse monster van Loch Ness en over het monster in het meer Storsjön in Zweden. Het meer lijkt qua vorm en diepte ook wat op Loch Ness.
Er zijn er beelden van Lagarfjótsormurinn gemaakt, al wordt aan de echtheid getwijfeld.